# オデッセイ (イングヴェイ・マルムスティーンのアルバム)
『オデッセイ』（Odyssey）は、1988年に発表されたイングヴェイ・マルムスティーンの4作目のスタジオ・アルバム。

## 概要
発売名義は「イングヴェイ・マルムスティーンズ・ライジング・フォース」（Yngwie J. Malmsteen's Rising Force）である。
プロデューサーとしてジェフ・グリックスマンを迎えられ、そのマネージャーであるラリー・メーザーはジョー・リン・ターナーのマネージャーでもあったため、ヴォーカルとしてジョーのアルバム参加につながった。
アルバム制作過程においては、1987年6月22日L.A.ウッドランド・ヒルズでイングヴェイは愛車ジャガー・Eタイプを運転中に木に激突して8日間に渡る昏睡状態、1988年1月には母親リグマーを癌で亡くすなどの悲劇に見舞われた。
セールスとしては9か国のチャートでトップ50位以内にランクインした。Billboard 200では18週にわたってチャート入りして最高40位にランクし、これは2021年現在イングヴェイの発売した作品の中で最高位である。

## 収録曲
| 全作曲: イングヴェイ・マルムスティーン。 |                                                                             |                        |                                |      |
| #                                        | タイトル                                                                    | 作詞                   | 作曲・編曲                     | 時間 |
| 1.                                       | 「ライジング･フォース」(Rising Force)                                       | ジョー・リン・ターナー | イングヴェイ・マルムスティーン | 4:25 |
| 2.                                       | 「ホールド･オン」(Hold on)                                                  | ジョー・リン・ターナー | イングヴェイ・マルムスティーン | 5:12 |
| 3.                                       | 「ヘヴン･トゥナイト」(Heaven Tonight)                                       | ジョー・リン・ターナー | イングヴェイ・マルムスティーン | 4:06 |
| 4.                                       | 「ドリーミング」(Dreaming (Tell Me))                                        | ジョー・リン・ターナー | イングヴェイ・マルムスティーン | 5:22 |
| 5.                                       | 「バイト･ザ･バレット」(Bite the Bullet)                                     | (Instrumental)         | イングヴェイ・マルムスティーン | 1:35 |
| 6.                                       | 「ライオット･イン･ザ･ダンジョンズ」(Riot in the Dungeons)                   | ジョー・リン・ターナー | イングヴェイ・マルムスティーン | 4:24 |
| 7.                                       | 「デジャ･ヴー」(Deja Vu)                                                    | ジョー・リン・ターナー | イングヴェイ・マルムスティーン | 4:18 |
| 8.                                       | 「クリスタル･ボール」(Crystal Ball)                                         | ジョー・リン・ターナー | イングヴェイ・マルムスティーン | 4:57 |
| 9.                                       | 「ナウ･イズ･ザ･タイム」(Now Is the Time)                                    | ジョー・リン・ターナー | イングヴェイ・マルムスティーン | 4:34 |
| 10.                                      | 「ファスター･ザン･ザ･スピード･オブ･ライト」(Faster Than the Speed of Light) | ジョー・リン・ターナー | イングヴェイ・マルムスティーン | 4:30 |
| 11.                                      | 「クラカト」(Krakatau)                                                      | (Instrumental)         | イングヴェイ・マルムスティーン | 6:06 |
| 12.                                      | 「メモリーズ」(Memories)                                                    | (Instrumental)         | イングヴェイ・マルムスティーン | 1:13 |
| 合計時間:                                | 合計時間:                                                                   | 合計時間:              | 50:42                          |      |

## 参加者
- イングヴェイ・マルムスティーン: すべてのエレクトリックギター、アコースティック・ギター, エレクトリックベース, バックヴォーカル
- ジョー・リン・ターナー: リードヴォーカル
- イェンス・ヨハンソン: キーボード
- ボブ・デイズリー: エレクトリックベース on "Rising Force", "Hold On", "Crystal Ball" and "Now Is the Time"
- アンダース・ヨハンソン: ドラムス

## ライブ・映像作品
Rising Force
- トライアル・バイ・ファイアー:ライヴ・イン・レニングラード
- アイ・キャント・ウェイト
- ライヴ!!
- スペルバウンド・ライヴ・イン・タンパ
- トライアル・バイ・ファイアー:ライヴ・イン・レニングラード’89
- ライヴ!!
- ライヴ・アット・武道館
- スペルバウンド・ライヴ・イン・オーランド

Heaven Tonight
- トライアル・バイ・ファイアー:ライヴ・イン・レニングラード
- Budokan Hall Tokyo 1994
- スペルバウンド・ライヴ・イン・タンパ
- トライアル・バイ・ファイアー:ライヴ・イン・レニングラード’89
- ライヴ・アット・武道館
- スペルバウンド・ライヴ・イン・オーランド

Dreaming (Tell Me)
- トライアル・バイ・ファイアー:ライヴ・イン・レニングラード
- トライアル・バイ・ファイアー:ライヴ・イン・レニングラード’89
- スペルバウンド・ライヴ・イン・タンパ
- スペルバウンド・ライヴ・イン・オーランド

Riot in the Dungeons　
- トライアル・バイ・ファイアー:ライヴ・イン・レニングラード
- トライアル・バイ・ファイアー:ライヴ・イン・レニングラード’89

Deja Vu
- トライアル・バイ・ファイアー:ライヴ・イン・レニングラード
- トライアル・バイ・ファイアー:ライヴ・イン・レニングラード’89

Crystal Ball
- トライアル・バイ・ファイアー:ライヴ・イン・レニングラード
- トライアル・バイ・ファイアー:ライヴ・イン・レニングラード’89